# مارك لانكستر (رسام)
مارك لانكستر (بالإنجليزية: Mark Lancaster)‏ هو رسام بريطاني، ولد في 14 مايو 1938.

## وصلات خارجية
- مارك لانكستر على موقع قاعدة بيانات برودواي على الإنترنت (الإنجليزية)